# يونتي مقاطعة تريمبيالاو (ويسكونسن)
يونتي، مقاطعة تريمبيالاو (بالإنجليزية: Unity, Trempealeau County, Wisconsin)‏ هي بلدة تقع بولاية ويسكونسن في الولايات المتحدة. تبلغ مساحتها 89.6 (كم²)، وترتفع عن سطح البحر 287 م، بلغ عدد سكانها 556 نسمة في عام 2000 حسب إحصاء مكتب تعداد الولايات المتحدة وتصل الكثافة السكانية فيها 6.2 نسمة/كم2.

## وصلات خارجية
- The US50 - Cities and Towns in Wisconsin State
- Wisconsin Cities and Towns, Facts, Map, Flag, Colleges, Government, and More